# Station Korsør
Station Korsør is een station in Korsør, Denemarken.
Het station is geopend in 1997, tegelijk met de opening van Grote Beltbrug.

## Foto’s

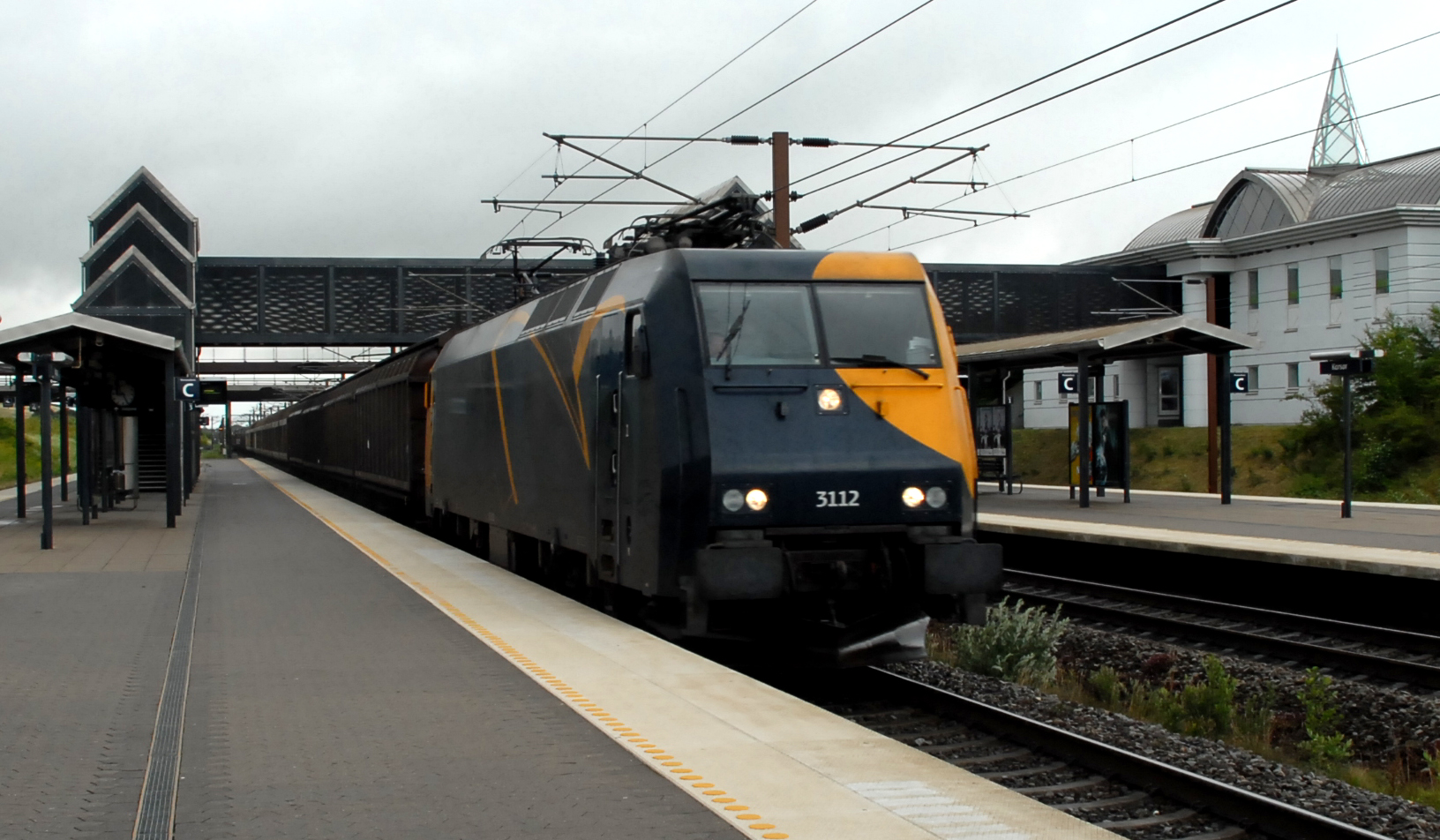
DB Schenker Rail locomotief 3112 (ex DSB Gods) en goederentrein op 17 juli 2007 te Korsør.
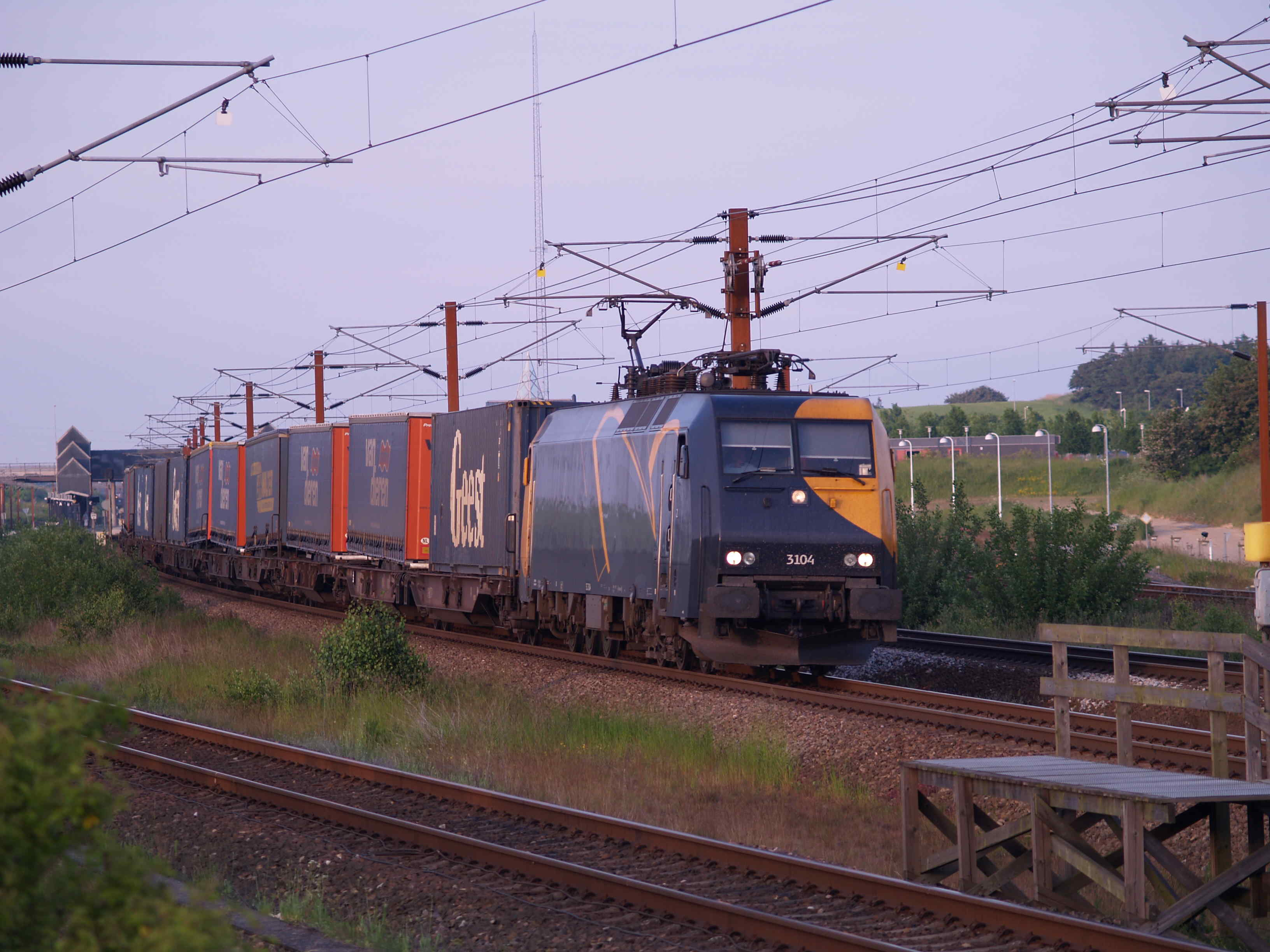
DB Schenker Rail locomotief 3104 op 15 juni 2006 te Korsør.